# Hatzum (Duitsland)
Hatzum is een dorp in het Oost-Friese Reiderland, in de gemeente Jemgum. Het heeft een oppervlakte van 9,79 km2 en 196 inwoners (2005).

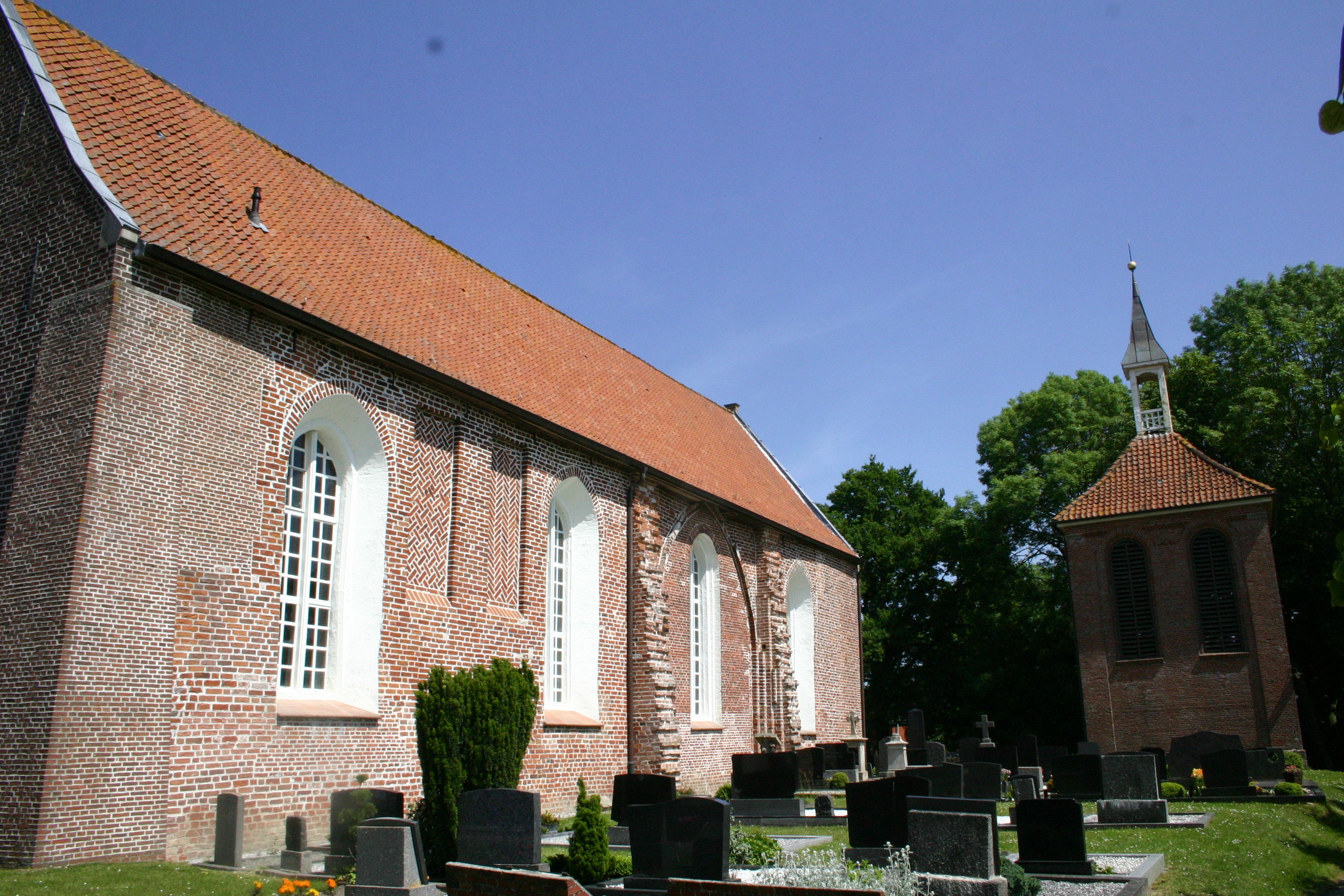
Kerk van Hatzum

Het dorp is gebouwd op een langwerpige wierde uit de tweede helft van de 8e eeuw. In de middeleeuwen was de nederzetting de zetel van de proost van Hatzum alias Nes. Onder de proosdij (of decanaat) Hatzum alias Nes vielen volgens een laat-vijftiende-eeuwse lijst van het bisdom Münster 29 afzonderlijke kerspelen. Een deel hiervan is verdwenen in de Dollard.
Hatzum heeft een uit het derde kwart van de 13e eeuw stammende romanogotische kerk met een losstaande toren. De kerk was in oorsprong een kruiskerk, waarbij het dwarsschip en het stenen gewelf in de zeventiende eeuw zijn afgebroken. De losstaande toren werd gebouwd in 1850. De patroonheilige van de kerk is Sint-Sebastiaan. De kerk heeft een bijzonder gevormde zandstenen doopvont uit de 13e eeuw. Het orgel van de bouwers Ahrend & Brunzema te Leer dateert uit 1964.